# Rutherford (cráter marciano)

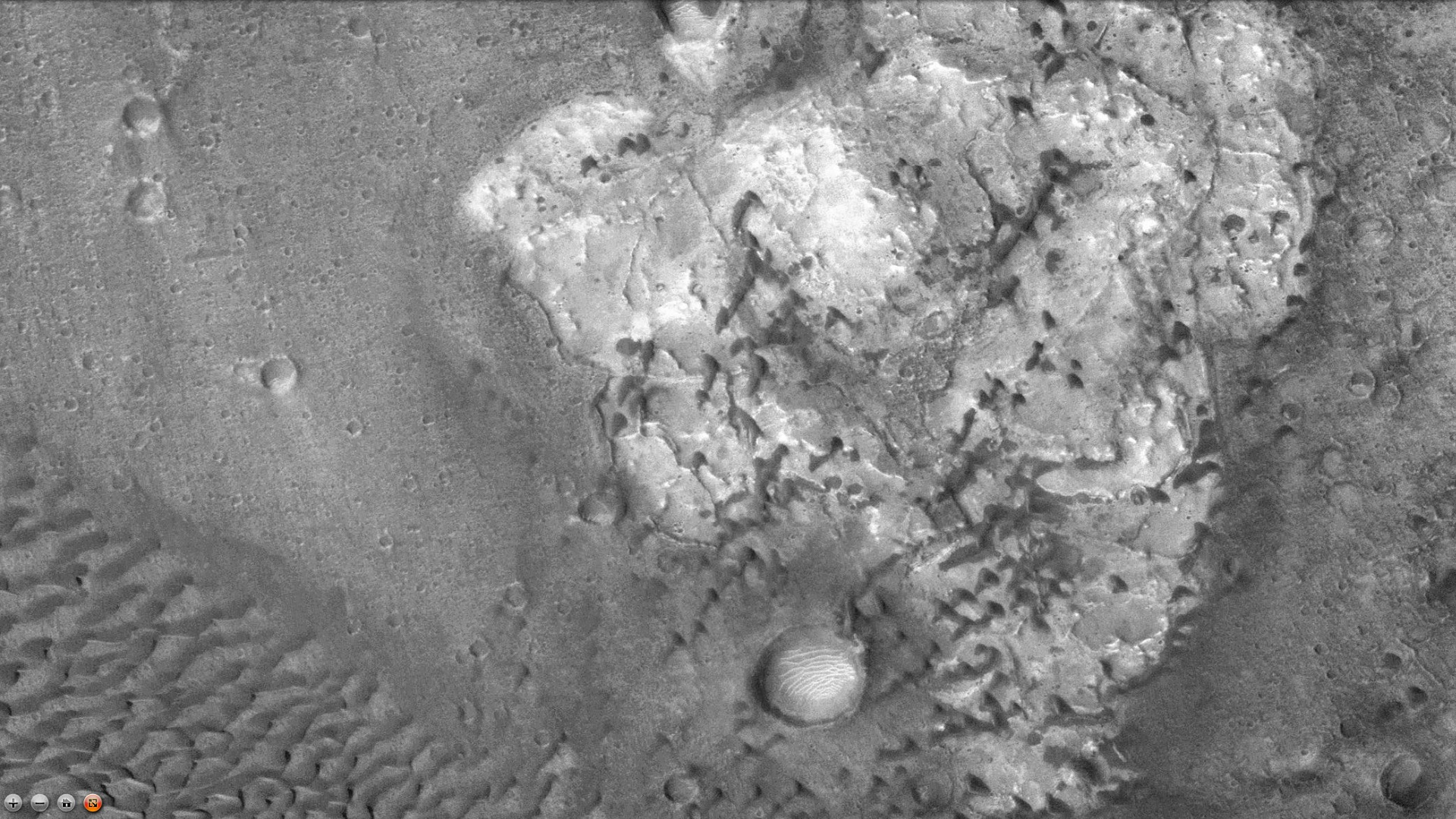
Dunas sobre el suelo de Rutherford (ampliación de la imagen alargada).

Rutherford es un cráter de impacto perteneciente al cuadrángulo Oxia Palus del planeta Marte en las coordenadas 19.2° de latitud norte y 10.7° de longitud oeste, y tiene 110.5 km de diámetro. Su nombre fue aprobado en 1973 en memoria de físico británico de origen neozelandés Ernest Rutherford.
| [[File:Wikirutherford.jpg\|1200px\|alt={{{Alt\|{{{descripción}}}]]                                                                                           |
| Rutherford, fotografía de la cámara CTX a bordo del Mars Reconnaissance Orbiter. Lado occidental del cráter (El norte, hacia la izquierda de la fotografía). |

Algunas imágenes de detalle de los cráteres muestran dunas y materiales de tonos claros, asociados con minerales hidratados como los sulfatos.  El rover Opportunity examinó estas capas superficiales con varios instrumentos.  Los científicos mostraron un vivo interés cuando estos ensayos mostraron minerales hidratados como sulfatos y arcillas en Marte, porque normalmente se forman en presencia de agua.  Los lugares que contienen arcillas y/u otros minerales hidratados son lugares potencialmente adecuados para buscar evidencias de vida.